# Oliveira e Carmo
Jorge Manuel Catalão de Oliveira e Carmo (Alenquer, Santo Estevão, 25 de setembro de 1936 — Diu, 18 de dezembro de 1961) foi um oficial da Marinha Portuguesa que se distinguiu pela sua morte em combate depois de uma ação heróica contras as forças da União Indiana que invadiam a Índia Portuguesa.

## Biografia
Tendo concluído o ensino secundário no Liceu Pedro Nunes, em Lisboa, no fim de julho de 1954, assentou praça como cadete da Escola do Exército em 20 de outubro do mesmo ano, para efetuar os estudos preparatórios do ingresso na Escola naval. Foi aumentado ao efetivo do Corpo de Alunos da Armada a 1 de outubro do ano seguinte.
Promovido a guarda-marinha em 1 de maio de 1958, embarcou em vários navios, tendo ainda passado pela Superintendência dos Serviços da Armada e pelo Comando da Flotilha de Patrulhas. Foi promovido a segundo-tenente no a 31 de dezembro de 1958, data em que foi abatido ao Corpo de Alunos da Escola Naval, com a média final ponderada de 14,24 valores.
Serviu a bordo dos patrulhas Boavista e Porto Santo e na fragata Pêro de Escobar, onde o seu elevado brio, o seu inquestionável sentido das responsabilidades e do dever e o seu exemplar aprumo militar foram alvo dos maiores elogios.
Foi nomeado comandante da lancha de fiscalização Vega, baseada em Diu e ao serviço do Comando Naval do Estado da Índia Portuguesa. Para ali partiu no Verão de 1961. Naquele território, à semelhança dos restantes que faziam parte do Estado da Índia Portuguesa, pairava, desde há alguns anos, a possibilidade de anexação pela força por parte da União Indiana. 
O ataque da União Indiana àquele território concretizou, de forma esmagadora, na madrugada de 18 de dezembro de 1961. O combate extremamente desigual que se desenrolou constituiu o ponto culminante da curta carreira de Oliveira e Carmo, que no seu abnegado heroísmo viria a escrever uma das mais gloriosas páginas da história naval portuguesa.

### O combate
O Combate Tendo saído de Diu em 17 de Dezembro, a “Vega” fundeou frente a Nagoá às 2200 do mesmo dia. Na madrugada do dia 18, por volta das 0140, foram ouvidos tiros em terra pela praça de serviço. Alertado por esta, mandou o Comandante ocupar postos de combate e suspender. Dirigiu-se, então, a lancha para junto de um contacto radar não identificado que navegava a cerca de 12 milhas da costa. Por volta das 0400, o navio, visualmente identificado como um cruzador, lançou granadas iluminantes e abriu fogo de metralhadora pesada sobre a “Vega”, que retirou para Diu e fundeou. 
Às 6h15m suspendeu e aproximou-se novamente do cruzador, onde foi vista, içada no mastro, a bandeira da União Indiana. A lancha regressou ao fundeadouro e Oliveira e Carmo fardou-se de branco para, segundo afirmou, morrer com mais honra. Às 7h00m foram avistados aviões a jacto efetuando bombardeamento sobre terra. O Comandante reuniu a guarnição e leu-lhes as ordens do Estado-Maior da Armada, segundo as quais a lancha deveria combater até ao último cartucho. Cerca das 7h30m aproximaram-se dois aviões para bombardear a Fortaleza e Oliveira e Carmo mandou abrir fogo sobre eles com a peça de 20 mm (um dos aparelhos acabaria por ser atingido e obrigado a aterrar). Estes, naturalmente, ripostaram. Agilmente manobrada pelo seu comandante, a “Vega” esquivou-se às primeiras rajadas. No entanto, um novo ataque, desta vez em fogo cruzado, matou o marinheiro artilheiro António Ferreira e cortou pelas coxas as pernas de Oliveira e Carmo que, ainda com vida, retirou do bolso e beijou as fotografias da mulher e do filho pequeno. Deflagrara, entretanto, um violento incêndio, que rapidamente se propagou à casa da máquina e à ponte. A peça foi abandonada, em virtude do seu reduto se ter tornado intransitável devido aos buracos causados pelos projéteis inimigos e pelo incêndio, que atingia, já, o convés. A guarnição tentou, então, arriar o bote para evacuar o Comandante, mas um novo ataque aéreo feriu mortalmente Oliveira e Carmo, tendo também sido atingidos três marinheiros (um deles, marinheiro artilheiro Fernandes Jardino, com a perna esquerda cortada pela canela, viria a falecer no trânsito para terra). Com o bote inutilizado e a lancha completamente tomada pelas chamas, viram-se os sobreviventes obrigados a nadar em direção a terra, agarrando-se os feridos a uma balsa. Sacudida pelas explosões das suas próprias munições, a “Vega” acabaria por se afundar, arrastando consigo o corpo do seu comandante. 
No dia 18 de dezembro, depois de tentar efetuar um ataque e reconhecimento ao cruzador indiano "Delhi", o Tenente Oliveira e Carmo decide entrar em combate com os caças-bombardeiros Vampire, da Força Aérea Indiana, que atacavam as forças portuguesas em Diu. Com o fogo da peça antiaérea de 20 mm da Vega são repelidos vários ataques aéreos. No entanto num derradeiro ataque os Vampire bombardeiam a lancha matando o seu comandante e dois marinheiros, acabando por afundá-la.
Pelo seu ato, a título póstumo, Oliveira e Carmo foi condecorado com a Ordem Militar da Torre e Espada e promovido ao posto de capitão-tenente. Em sua homenagem, a Marinha Portuguesa batizou uma das corvetas da Classe Baptista de Andrade com o seu nome.